# Hay Day
Hay Day  é um videojogo de baseado em uma fazenda agricultura e pecuarista, freemium desenvolvido e publicado pela Supercell. Hay Day foi lançado para iOS em 21 de junho de 2012 e para Android em 20 de novembro de 2013.